# Антонівка (Херсонський район)
Анто́нівка (у XVIII столітті — Слобода́ Широ́ка, до 1917 року — Широ́ке) — селище в Україні, у Херсонській міській громаді Херсонського району Херсонської області. Населення — 12 790 осіб. До 2020 року — адміністративний центр Антонівської селищної ради у Дніпровському районі міста Херсон, якій було підпорядковане селище Молодіжне.

## Історія

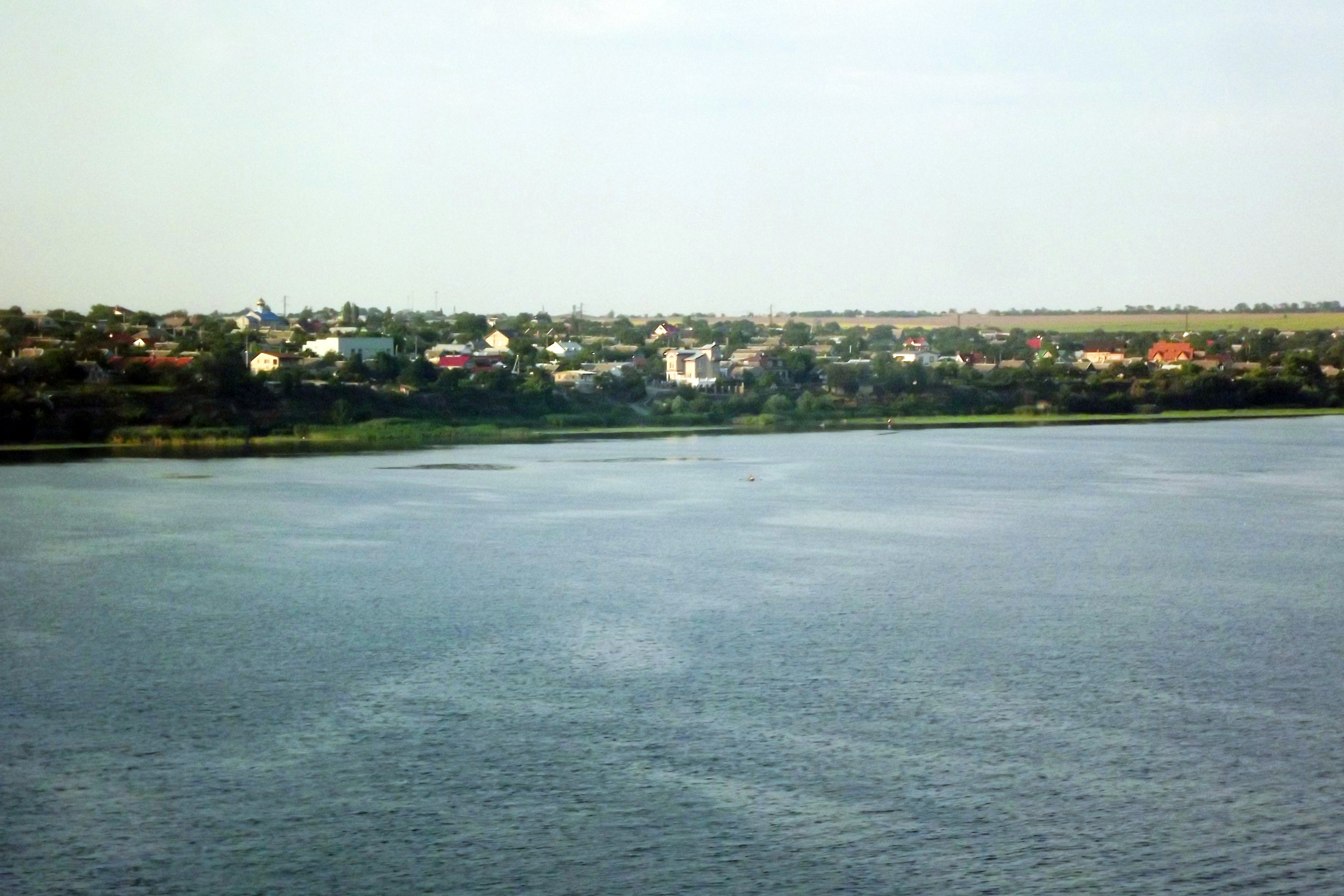
Краєвид на Антонівку з мосту через річку Дніпро

Перші відомості про Антонівку (Слободу Широку) датуються 2 липня 1786 року, що містяться в справі «Про будівництво в Слободі Широкій кам'яної церкви Покрови Святої Богородиці». Назву Широкої носила і одна із балок, можливо, назва Широка Слобода завдячує їй.
У 1859 році тут мешкало 339 переселенців з Полтавської губернії, було 48 дворів.
Село суттєво постраждало від Голодомору, проведеного радянським урядом у 1932—1933 роках. Згідно з мартирологом Національної книги пам'яті України встановлено імена 12 осіб, які загинули від голоду.
Статус селища міського типу Антонівка отримала у 1963 році, після адміністративного (без згоди жителів) об'єднання сіл-сусідів Кіндійки та Антонівки.
Станом на 1983 рік у селищі мешкало 15,2 тис. чоловік.
У 2011 році безіменній площі в Антонівці було присвоєно ім'я В'ячеслава Чорновола, тоді ж на площі встановлений пам'ятник цьому видатному політичному діячеві.
12 червня 2020 року, відповідно до Розпорядження Кабінету Міністрів України № 726-р «Про визначення адміністративних центрів та затвердження територій територіальних громад Херсонської області», увійшло до складу Херсонської міської громади.
19 липня 2020 року, в результаті адміністративно-територіальної реформи увійшло до складу новоутвореного Херсонського району.
Бойові дії широкомасштабного російського вторгнення в Україну Антонівка прийняла 24 лютого 2022 року коли о 11:30 біля антонівського мосту було з гелікоптерів висаджено десант РФ. В ночі з 24 на 25.02.2022 року ЗСУ вдалося вибити росіян з мосту, завдяки чому зранку багатьом мешканцям вдалося виїхати з селища (з району бойових дій). 
25.02.2022 селище тимчасово окуповане російськими військами.  У березні пам'ятник Чорноволу був знищений російськими окупантами.
11 листопада 2022 року селище було звільнено Збройними силами України в ході контрнаступу в Херсонській області. Росіяни під час відступу підірвали Антонівський міст.
Після звільнення Збройними силами України селище перебуває під постійним вогнем російської армії.
7 лютого і 20 лютого 2023 року окупантами завдано обстріли по Антонівці.
13 вересня 2023 року внаслідок ворожого обстрілу постраждала гімназія № 21, відома як «зелена школа», в якій пошкоджені фасад, дах, вікна та обладнання.

## Населення

### Мова
Розподіл населення за рідною мовою за даними перепису 2001 року:
| Мова            | Кількість | Відсоток |
| --------------- | --------- | -------- |
| українська      | 9820      | 75.45%   |
| російська       | 2930      | 22.51%   |
| вірменська      | 64        | 0.49%    |
| циганська       | 41        | 0.32%    |
| білоруська      | 30        | 0.23%    |
| румунська       | 19        | 0.15%    |
| німецька        | 3         | 0.02%    |
| болгарська      | 2         | 0.01%    |
| інші/не вказали | 106       | 0.82%    |
| Усього          | 13015     | 100%     |

## Соціальна інфраструктура
У 2016 році в селищі було відкрито новий корпус школи № 21. Це перша школа в Україні, яка здатна забезпечувати свої потреби в електроенергії та опалюванні завдяки сонячним батареям, що встановлені на даху корпусу. Надлишки електроенергії, виробленої батареями, можуть продаватися державі. Проєкт реалізовано за сприянням Фінляндії, яка виділила фінансування проєкту. Це модульна конструкція, яка є переносною, не тільки нагріває, але й очищає воду. Загальна площа сонячних батарей — 400 м². Вони дозволяють опалювати двоповерховий корпус площею 1200 м².

## Транспорт
Через Антонівку проходить автошлях міжнародного значення М17, який збігається з європейським автошляхом E97.

## Особистість
Уродженець селища:
- Великохатько Федір Данилович (1894—1987) — відомий зоолог, іхтіолог

## Панорама
| Херсонської області | Це незавершена стаття з географії Херсонської області. Ви можете допомогти проєкту, виправивши або дописавши її. |